# Галдриховиці
Галдриховиці (пол. Hałdrychowice) — село в Польщі, у гміні Мендзибуж Олесницького повіту Нижньосілезького воєводства.
Населення — 51 особа (2011).
У 1975-1998 роках село належало до Каліського воєводства.

## Демографія
Демографічна структура станом на 31 березня 2011 року:
|          | Загалом | Допрацездатний вік | Працездатний вік | Постпрацездатний вік |
| -------- | ------- | ------------------ | ---------------- | -------------------- |
| Чоловіки | 27      | 6                  | 18               | 3                    |
| Жінки    | 24      | 2                  | 12               | 10                   |
| Разом    | 51      | 8                  | 30               | 13                   |